# Epicopistis pleurospila
Epicopistis pleurospila is een vlinder uit de familie van de Carposinidae. De wetenschappelijke naam van de soort is voor het eerst geldig gepubliceerd in 1933 door Turner.